# Gội bạc
Gội bạc (danh pháp khoa học: Aglaia argentea) là một loài thực vật thuộc họ Meliaceae. Loài này có ở Úc, Brunei, Ấn Độ, Indonesia, Malaysia, Myanmar, Papua New Guinea, Philippines, quần đảo Solomon, và Thái Lan.